# مونتینساید، نیوجرسی
مونتینساید (به انگلیسی: Mountainside) شهری در ایالت نیوجرسی کشور ایالات متحده آمریکا است که جمعیت آن در سرشماری سال ۲۰۱۰ میلادی، ۶٬۶۸۵ نفر بوده‌است.

## نگارخانه

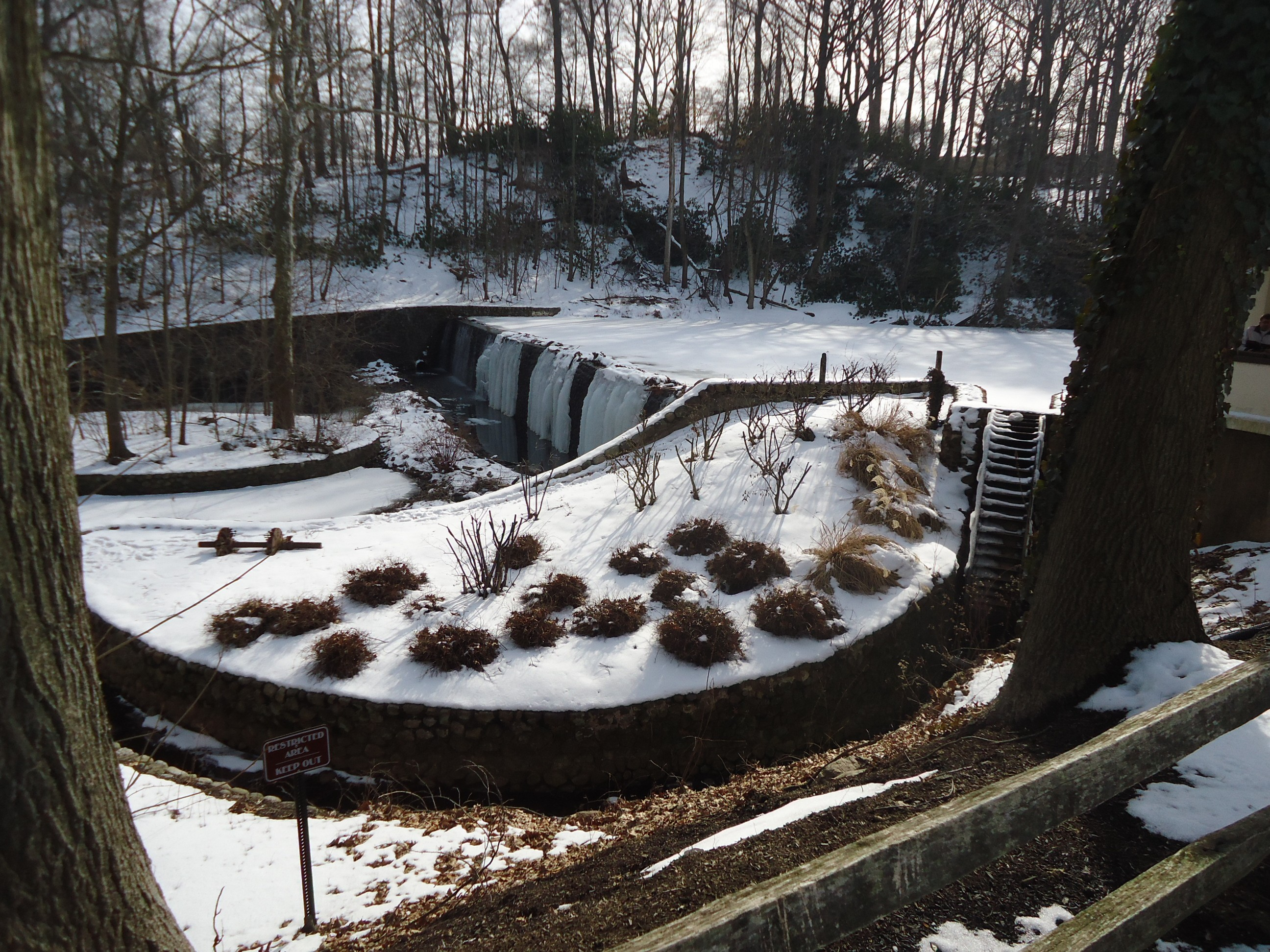